# Pante Pirak (Manggeng)
Pante Pirak is een bestuurslaag in het regentschap Aceh Barat Daya van de provincie Atjeh, Indonesië. Pante Pirak telt 1289 inwoners (volkstelling 2010).